# Cahama
Cahama is een plaats en gemeente, gelegen in Angola in de provincie Cunene. Er zijn zo'n 64.094 inwoners. Ten zuiden van Cahama ligt de rivier Techiuá.

## Infrastructuur
In het noorden is er een vliegveld. De stad is verbonden per hoofdweg aan Chibemba (EN195) en Xangongo (EN105). Ook loopt er een weg naar het zuidoosten die Chitado met Cahama verbindt. Deze heeft echter geen naam.